# Verin Artashat
Verin Artashat là một đô thị thuộc tỉnh Ararat, Armenia. Dân số ước tính năm 2011 là 4511 người. Đô thị này thuộc vùng đô thị Yerevan.